# Toby Dawson
Toby Dawson, född den 30 november 1978 i Busan, Sydkorea, är en amerikansk freestyleåkare.
Han tog OS-brons i herrarnas puckelpist i samband med de olympiska freestyletävlingarna 2006 i Turin.